# Linia kolejowa Hamm – Minden
Linia kolejowa Hamm-Minden – linia kolejowa w Niemczech. Jest główną osią kolejową dla pociągów pasażerskich i towarowych między Zagłębiem Ruhry a północną i wschodnią częścią Niemiec. Jest częścią trasy zbudowanej przez Köln-Mindener Eisenbahn-Gesellschaft z Köln Messe/Deutz do Minden. Została otwarta w 1847 roku. Jej długość wynosi 112 km, a najwyższą prędkością na linii jest 200 km/h.